# Рот, Иоганн Генрих
Иоганн Генрих Якоб Рот, также известный как Франц Генрих Рот (нем. Johann Heinrich Jakob Roth; 31 марта 1729, Мергентхайм — 19 октября 1780, Бонн) — немецкий архитектор XVIII века.

## Жизнь и творчество
Иоганн Генрих был сыном придворного архитектора Кёльнского курфюршества Франца Йозефа Рота. Основам архитектуры учился у отца. Работал по заказам Тевтонского ордена, таким как замок тевтонцев в Мергентхайме.
Архитектор пользовался поддержкой курфюрста Баварии Клеменса Августа. Это дало ему возможность продолжить образование в Париже. В 1754 году Иоганн Генрих Рот стал мастером-строителем, а в 1759 году — камергером двора курфюрста.
Ещё до того, как Иоганн стал штатным мастером-строителем, в 1750 году он сопровождал курфюрста и великого магистра в Мергентхайм. Там во дворе замка он построил временный деревянный театр комедии и оперы.
В 1754 году он создал лепнину в Зале стражи во дворце Брюль. Он также спроектировал дворец Герцогсфройде в Коттенфорсте недалеко от Бонна. Крупнейшим произведением Иоганна Рота является иезуитская церковь в стиле позднего барокко в Бюрене. Около 1775 года он работал консультантом по расширению дворца в Мюнстере. Примерно в то же время Рот перестраивал замок Люфтельберг в Меккенхайме в большой дворец.
В 1779 году он строил церковь в замке Бонна.

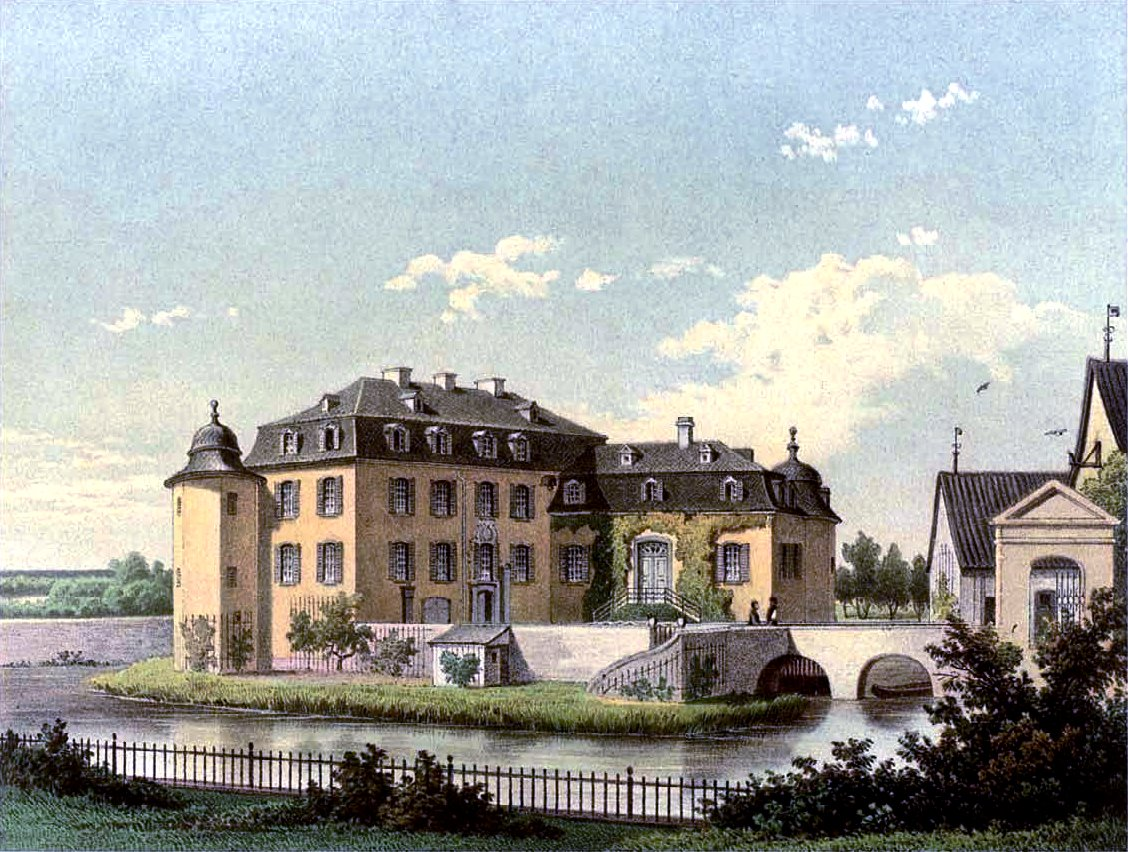
Замок Люфтельберг. Меккенхайм. Хромолитография. Между 1857 и 1883
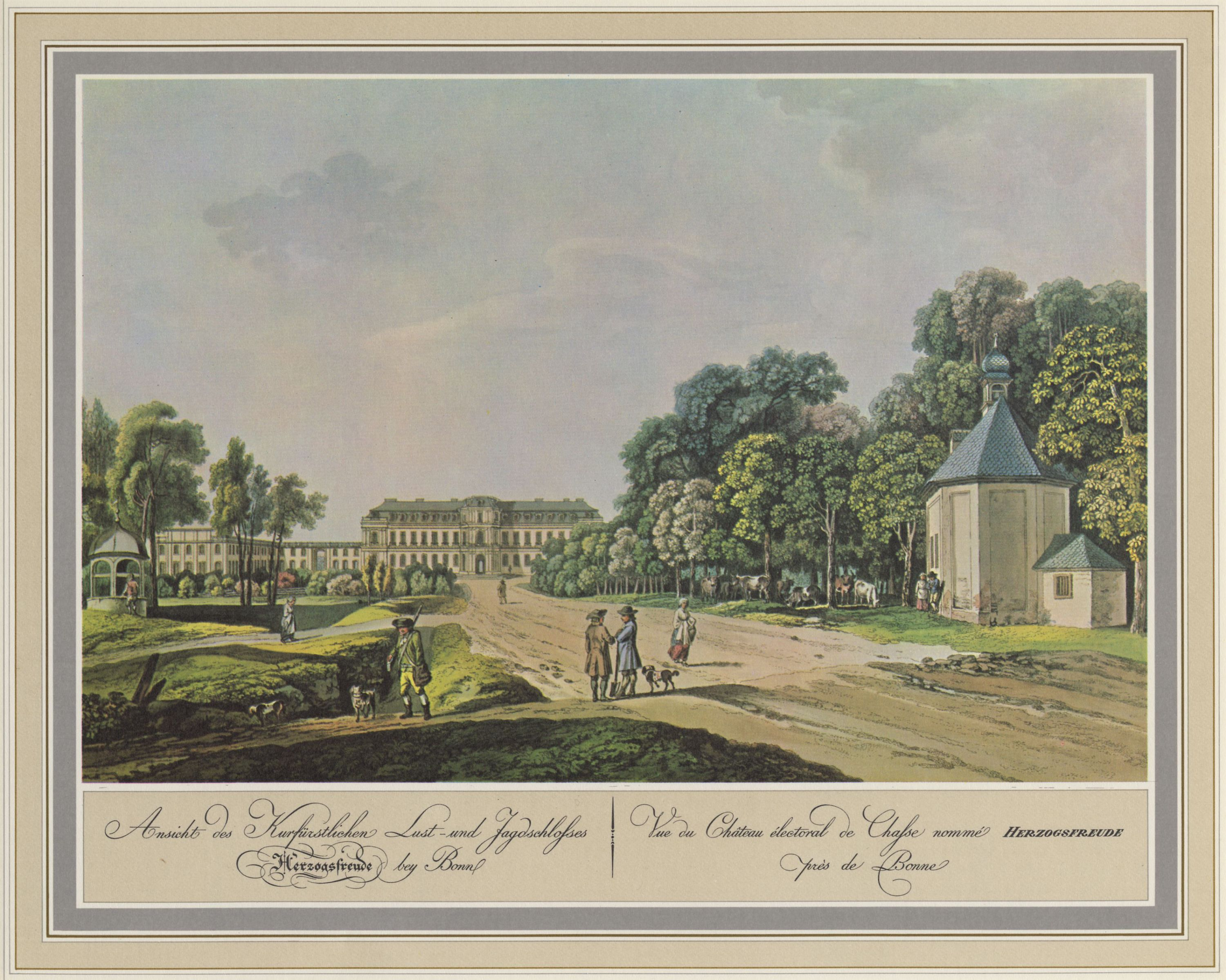
Замок Герцогсфройде. Типографское воспроизведение акварели И. Циглера 1792 года
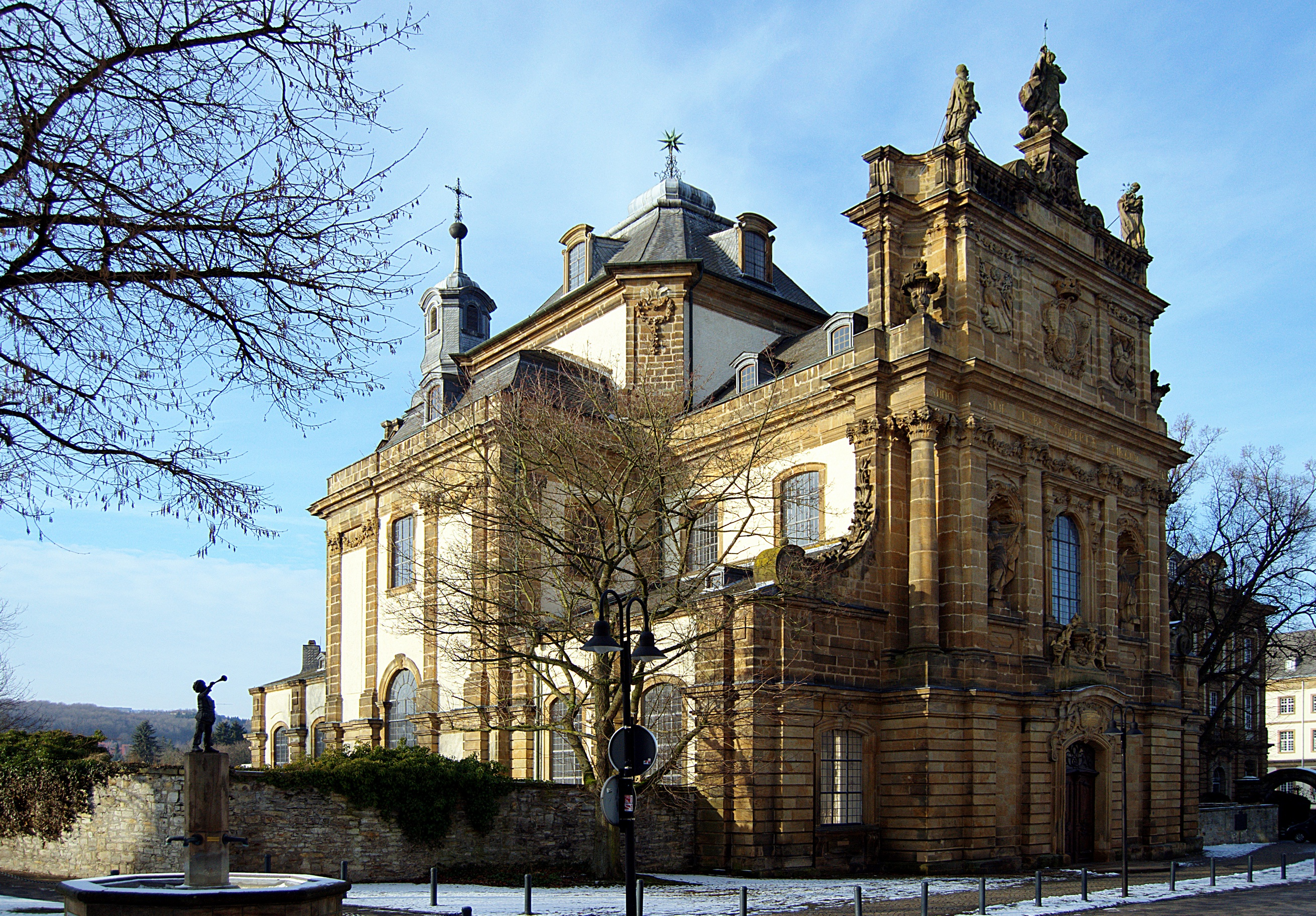
Церковь Иезуитов. Зюйден